# Vaqueros (Argentina)
Vaqueros es una  localidad del departamento La Caldera,  provincia de Salta, en el norte de Argentina.

## Población
Contaba con 2,980 habitantes (Indec, 2001), lo que representa un incremento del 58,7% frente a los 1,877 habitantes (Indec, 1991) del censo anterior. Es el segundo componente más poblado del aglomerado del Gran Salta luego de la ciudad capital. Se estima que su población llegó a la cifra de 8000 habitantes aproximadamente en el año 2021.

## Toponimia
Epónimo de  Francisco Vaquero, antiguo poseedor de las tierras donde hoy se asienta la localidad y que por 1690 realizaba agricultura y ganadería y la molienda de cereales; allí se hallaba un parador obligado del tráfico de ganado mular y torino que se comercializaba con Chile.

## Historia
En el año 1814 estas tierras fueron el punto de reunión de los patriotas en los valles, quienes constituyeron la "Junta vallista" que auxilió a Belgrano en su retirada a Tucumán, tras las derrotas de Vilcapugio y Ayohuma, en la lucha por la independencia de la Corona española.Este hecho adquiere magnitud, pues se recuerda que en el valle vivían importantes familias realistas y que el último gobernador español que tuvo Salta, don Nicolás Severo de Isasmendi, tenía su finca y vivía en esa época en Molinos.

## Turismo
Pródiga tierra de artesanos teleros, y cuna del poncho salteño,
es otro de los antiguos pueblos.
Se disfruta del río y de las vertientes de agua de las laderas de los cerros.

### Camino de los Artesanos
Circuito para apreciar "artes y artesanías populares" en madera, cuero, arcilla y lana.

## Clima
A 1.300 m s. n. m., el clima de esta villa es templado, con inviernos secos y veranos suaves. Posee una temperatura media anual de 16,5 °C. El promedio anual de precipitaciones es de 704 mm, concentradas en verano (alrededor del 75% del total anual). Los veranos son templados y lluviosos. Los inviernos son frescos y secos, con heladas frecuentes.

## Comunicación
Se puede acceder desde Salta en colectivo urbano: corredor 6-C  o en colectivo metropolitano: corredor 6 La Caldera, que recorren la localidad por la Av. San Martín hasta el final de esta, ambas operados por SAETA.

## Defensa Civil

### Sismicidad
La sismicidad del área de Salta es frecuente y de intensidad baja, y un silencio sísmico de terremotos medios a graves cada 40 años.
- Sismo de 1930: aunque dicha actividad geológica catastrófica, ocurre desde épocas prehistóricas, el terremoto del 24 de diciembre de 1930 (94 años),[2] señaló un hito importante dentro de la historia de eventos sísmicos salteños, con 6,4 Richter. Pero nada cambió extremando cuidados y/o restringiendo códigos de construcción.[1]
- Sismo de 1948: el 25 de agosto de 1948 (76 años) con 7,0 Richter, el cual destruyó edificaciones y abrió numerosas grietas en inmensas zonas[2][1]
- Sismo de 2010: el 27 de febrero de 2010 (15 años) con 6,1 Richter